# Sophia Saller
Sophia Saller (* 20. März 1994 in München) ist eine ehemalige deutsche Triathletin. Sie ist Triathlon-U23-Weltmeisterin des Jahres 2014, Vizeeuropameisterin auf der olympischen Kurzdistanz (2014) und Deutsche Triathlon-Meisterin auf der Sprintdistanz (2014).

## Werdegang
Sophia Saller wurde in Bayern geboren und lebte zunächst jeweils sieben Jahre im Ruhrgebiet sowie in Franken. Als ihre Familie 2008 aus beruflichen Gründen nach Großbritannien zog, wechselte sie auf die Deutsche Schule London, wo sie als Siebzehnjährige – die zweite Klasse hatte sie übersprungen – ihr Abitur ablegte (Durchschnittsnote 1,0). Ihr anschließendes Studium der Mathematik am St. Catherine’s College der University of Oxford schloss sie im Juni 2015 mit Auszeichnung („first-class honours“) als Master of Science ab. Sophia Saller lebte in Oxford und begann im Oktober 2015 mit ihrer Dissertation in Kombinatorik an der University of Oxford, die sie 2019 abschloss. Im September 2015 wurde sie als erste deutsche Triathletin mit dem „Sport-Stipendiat des Jahres“ ausgezeichnet.
Sie startete für den Verein SC Delphin Ingolstadt sowie in der Triathlon-Bundesliga für das EJOT Team TV Buschhütten und wurde von Roland Knoll trainiert.

### Deutsche Junioren-Meisterin Triathlon 2013
2013 gewann sie die Deutsche Triathlon-Meisterschaft der Junioren. Mit den anschließenden zehnten Platz bei den Junioren-Weltmeisterschaften in London wurde Saller in den U23 B-Kader der DTU aufgenommen, dem sie auch 2015 angehörte.

### U23-Weltmeisterin Triathlon 2014
Im Juni 2014 wurde sie Vizeeuropameisterin auf der olympischen Kurzdistanz in der Elite-Klasse und auch Zweite mit dem deutschen Team – zusammen mit Hanna Philippin, Justus Nieschlag und Maximilian Schwetz. Im August wurde sie in Kanada U23-Weltmeisterin auf der olympischen Kurzdistanz.
Die Triathlon-Weltmeisterschafts-Rennserie 2015 beendete sie als drittbeste Deutsche auf dem 20. Rang.
Im zweijährigen Qualifikationszeitraum für einen Startplatz bei den Olympischen Sommerspielen 2016 erreichte Sophia Saller zwar mit Platz 50 die fünftbeste Platzierung der deutschen Athletinnen auf der ITU-Olympia-Qualifikationsliste, erfüllte aber nicht die von DTU und DOSB vereinbarten sportlichen Qualifikationskriterien.
2018 wurde sie als eine von acht Athleten in den Perspektivkader (PK) der Deutschen Triathlon Union (DTU) aufgenommen. Beim T3-Triathlon in Düsseldorf zog sie sich im Juli 2018 eine Verletzung am Fuß zu. In der Jahreswertung der ITU World Championship Series 2018 belegte sie nach dem letzten Rennen im September in Australien als zweitbeste Deutsche den 61. Rang.
Zu Beginn des Jahres 2020 erklärte die 25-Jährige ihre aktive Karriere für beendet.
Seit März 2020 arbeitet sie am Deutschen Forschungszentrum für Künstliche Intelligenz in Saarbrücken.

## Sportliche Erfolge
(DNF – Did Not Finish)